# Лазаревський Микола Іванович
Микола Іванович Лазаревський (24 листопада (6 грудня) 1868 — 28 серпня 1921) — правознавець, один з фундаторів конституціоналізму в Росії, професор, сенатор. 
По батьківській лінії походив з українського козацько-старшинського роду Лазаревських, по материнській — з дворянського роду Шеншиних (мати — Марія Миколаївна — була родичкою І.Тургенєва та А.Фета (Шеншина), а також мала родинні зв'язки з сім'ями Плещеєвих і Апухтіних, займалася музикою — деякий час під керівництвом А.Рубінштейна, була особисто знайома з В.Стасовим і багатьма ін. відомими діячами культури). 1892 закінчив юридичний факультет Петербурзького університету і був залишений професорським стипендіатом кафедри державного права. У 2-й пол. 1890-х рр. деякий час служив чиновником з особливих доручень Міністерства фінансів Росії. Від 1898 — один з відп. редакторів часопису «Право» (у різні роки особисто опублікував у ньому кілька десятків статей, рецензій тощо; серед них, зокрема: 1899 — «Закон и свод», 1902 — «Административное право», «Толкование законов по русскому праву», «По поводу проекта нового устава о службе гражданской», «Самоуправление», «Ответственность казны за должностных лиц», 1903 — «Должностные растраты частных сумм», 1905 — «Законность и пределы ее осуществления», «Государственная дума и ее участие в делах законодательства», «Временные правила о собраниях», «Временные правила о печати», 1906 — «Автономия»). Друкувався в «Журнале Министерства юстиции» та ін. виданнях (розголосу набула його стаття «Самоуправление», розміщена в збірці «Мелкая земская единица, выпуск 1», СПб., 1902). 1905 оприлюднив монографію «Ответственность за убытки, причиненные должностными лицами: Догматическое исследование». Цього ж року став професором держ. права на Вищих жіночих курсах в Санкт-Петербурзі, а також приват-доцентом Петербурзького університету.
Читав лекції з держ. права західноєвропейських країн і з російського державного права, а також спецкурс із самоуправління, децентралізації і автономії. Після опублікування Маніфесту 17 жовтня 1905 і скликання 1-ї Держ. думи (див. Державна дума Російської імперії) відстоював тезу, що з цього часу державний устрій в Російській імперії по суті змінився: країна перейшла від самодержавства до конституційної монархії. Широко відомою стала укладена ним збірка «Законодательные акты переходного времени» (1-ше вид.: за 1904–06 рр. СПб., 1907, 2-ге вид.: за 1904–08 рр. СПб., 1909). До збірки «Конституционное государство» (СПб., 1905) підготував статтю «Народное представительство и его место в системе других государственных установлений». 1906 захистив у Петерб. ун-ті за опублікованою роком раніше монографією магістерську дис. (праця перевидана 2008). Займався проблемами міжнар. права, 1907 оприлюднив статтю «Международные договора и народное представительство».
Поділяв політичні погляди Конституційно-демократичної партії, належав до російських масонів (див. Масонство). Критикував марксистську теорію походження і суті держави (див. також Марксизм як ідеологічна течія). Був достатньо обережним і поміркованим у висловлюваннях з нац. питання, за це не раз його критикував М.Грушевський та ін. діячі українського руху.
Підготував 2-томну працю "Лекции по русскому государственному праву" (починаючи від 3-го вид., мала назву "Русское государственное право"): "Т. 1: Конституционное право" (витримала 4 видання 1908–17) і "Т. 2: Административное право, ч. 1: Органы управления" (СПб., 1910). Передбачалася також 2-га частина 2-го тому, вона мала містити аналіз юрид. природи адм. актів і виклад "форм правової охорони в області публічних відносин" (тобто норм про адм. правопорушення), але не побачила світ. Адм. право, як і багато ін. правників того часу, розглядав як невід'ємну частину конституційного права. Вважав, що органи місц. самоврядування не можуть розглядатися поза заг. системою держ. управління, оскільки справи, які законом покладені на органи самоуправління, не можуть бути справами лише "громадськими" і не можуть протиставлятися справам держ. управління. Завдання органів самоуправління, на його думку, за своїм змістом збігаються з місц. завданнями держ. управління. З часом ця праця стала класичною, вона широко цитується дослідниками конституційного права й на поч. 21 ст.
Після Лютневої революції 1917 був призначений сенатором 1-го (адм.) департаменту Рос. Сенату (згодом від цього департаменту був обраний членом "Особого присутствия Правительствующего Сената"; створене в червні 1917 для вирішення спорів щодо застосування Положення про вибори до Установчих зборів). На початку березня 1917 очолив Юридичну нараду з підготовки попередніх юрид. висновків щодо законодавчих заходів Тимчасового уряду. Від квітня (і до вересня) 1917 входив до складу Особливої наради з вироблення проекту про вибори до Установчих зборів. У жовтні цього ж року став головою Особливої комісії зі складання проекту Осн. законів (Конституції) при Юрид. нараді.
Брав участь у реформуванні Російської православної церкви (див. Московський патріархат). Входив до складу Предсоборної Ради (розпочала роботу в червні 1917), мав також стати членом Помісного собору 1917, однак через неявку на засідання останнього вибув з його складу.
Відомості про діяльність Л. 1918–20 досить обмежені й не завжди належним чином підтверджені. За окремими даними, він продовжив викладацьку діяльність у Петроградському університеті, був обраний його професором і проректором, а також викладав в Інституті народного господарства ім. Ф.Енгельса (заснований 1919) та читав лекції із західних сповідань у Богословському ін-ті (заснований 1920). Можливо, що також працював в Інституті економічних досліджень при Народному комісаріаті фінансів РСФРР.
У червні 1921 був арештований Петроградською ЧК (див. ВЧК) за звинуваченням в участі в контрреволюційній "Петроградській бойовій організації" (справа професора В.Таганцева; перебувала під особистим контролем В.Леніна). Йому інкримінували входження до т. зв. професорської групи, яка ідейно спрямовувала діяльність всієї орг-ції і розробляла проекти держ. і госп. устрою країни після повалення рад. влади. Безпосередньою підставою для звинувачення стали його пропозиції щодо перевлаштування місц. самоврядування, грошової реформи тощо.
Страчений на підставі рішення президії Петрогр. губернської ЧК від 24 серпня 1921, найімовірніше, уже наступної ночі (або рано-вранці 25 серпня) разом з поетом М.Гумільовим (останній був заарештований за знайомство передусім з Л. та В.Таганцевим), а також ін. звинувачуваними – усього 61 особа. На думку більшості дослідників, розстріл відбувся в Ковалевському лісі поблизу ст. Ржевка Іринівської залізниці (2001 там встановлено відповідний пам'ятний знак; М.Гумільову встановлено пам'ятний знак і поблизу ст. Бернгардовка – ін. можливому місці розстрілу). Згодом у цій справі було розстріляно ще 37 осіб, усього до кримінальної відповідальності було притягнуто понад 800 осіб.
Реабілітований у жовтні 1992.